# Bartłomiej
Bartłomiej (od aram. ‏בר-תולמי‎ – „syn oracza” lub „syn Tolmy”) – imię męskie pochodzenia aramejskiego.
Znane od początków chrześcijaństwa w formie Bartholomaeus, od której pochodzi spolszczony Bartłomiej. W Polsce średniowiecznej bardzo popularne. Jedno z jego zdrobnień – Bartosz, funkcjonuje obecnie jako osobne imię.
Imieniny obchodzi: 23 stycznia, 17 lutego, 21 kwietnia, 30 kwietnia, 6 maja, 5 lipca, 16 lipca, 24 sierpnia, 3 września, 5 października, 23 października, 11 listopada, 5 grudnia i 27 grudnia.
Wedle danych rejestru PESEL według stanu na 19 stycznia 2024 roku imię to nosi w Polsce 125 686 mężczyzn.
Żeńskim odpowiednikiem imienia jest Bartłomieja.
Odpowiedniki w innych językach
- angielski: Bartholomew (Bart)
- bułgarski: Вартоломей (Wartołomej)
- chorwacki: Bartolomej
- czeski: Bartoloměj, Bartoš
- fiński: Perttu
- francuski: Bartholomé, Barthélemy, Barthélémi (Bart)
- esperanto: Bartolomeo[4]
- hiszpański: Bartolomeo, Bartolomé
- holenderski: Bartholomeus, Bartel
- kataloński: Bartomeu
- irlandzki: Baitrliméad, Parthálan
- litewski: Baltramiejus, Baltrus (Baltras)
- maltański: Bartoloméw, Bartilméw
- niemiecki: Bartholomäus, Barthel
- nowogrecki: Vartholomeos (Βαρθολομαίος), Vartholomios (Βαρθολομείος)
- ormiański: Բարդուղիմէոս, Բարդուղիմիոս (Bardughimios)
- prowansalski: Barthomieu
- portugalski: Bartolomeu
- rosyjski: Warfołomiej (Варфоломей)
- rumuński: Vartolomeu
- słoweński: Jernej
- szkocki: Párlan
- szwedzki: Bartolomeus, Bartel
- ukraiński: Warfołomij (Варфоломій), Bartołomij (Бартоломій)
- węgierski: Bertalan, Bartal, Bartó (Bartos)
- włoski: Bartolomeo, Bartolo

## Osoby tego imienia
- Bartłomiej ( Valeriu Anania, 1921-2011) – rumuński biskup prawosławny
- Bartłomiej (Aleksandr Anatoljewicz Dienisow, ur. 1975) – rosyjski biskup prawosławny
- Bartłomiej (Nikołaj Nikołajewicz Gondarowski, 1927-1988) – rosyjski biskup prawosławny
- Bartłomiej (Siergiej Dmitriewicz Gorodcow, 1866-1956) – rosyjski biskup prawosławny
- Bartłomiej (Ioannis Kessidis, ur. 1968) – grecki duchowny prawosławny
- Bartłomiej (Nikołaj Fiodorowicz Riemow, 1888-1935) – rosyjski biskup prawosławny
- Bartłomiej (Michail Samaras (ur. 1972) – duchowny prawosławnego Patriarchatu Konstantynopola
- Bartłomiej (Waszczuk)  (Wiktor Waszczuk, 1953-2021) – ukraiński duchowny prawosławny

- św. Bartłomiej Apostoł – apostoł chrześcijański, męczennik
- Bartholomäus Bruyn – niemiecki malarz renesansowy
- Bartłomiej I – patriarcha Konstantynopola
- Bartłomiej Keckermann – teolog kalwiński, filozof, historyk, pedagog
- Bartłomiej Pękiel – polski kompozytor barokowy i kapelmistrz królewski
- Bartłomiej Schachmann – XVII-wieczny burmistrz Gdańska
- Bartolomé de Las Casas – hiszpański duchowny katolicki, dominikanin, prawnik, kronikarz i obrońca Indian
- Bartolomeo Schedoni – włoski malarz renesansowy, przedstawiciel szkoły emiliańskiej
- Bartolomeu Dias – portugalski żeglarz, konkwistador i odkrywca
- Bartolommeo Berrecci – włoski architekt i rzeźbiarz